# ウィロビー家の子どもたち
『ウィロビー家の子どもたち』（原題:The Willoughbys）は2020年に配信されたカナダのアニメーション映画である。監督はクリス・パーン、主演はウィル・フォーテが務めた。本作はロイス・ローリーが2008年に発表した小説『The Willoughbys』を原作としている。

## 概略
ウィロビー家は名家であることを誇っており、高層ビルが建ち並ぶ大都会に居を構えながらも、先祖代々のしきたりを厳格に守り続けていた。しかし、現当主とその妻にはウィロビー家を象徴する立派な口髭が生えていなかった。それは一族が斜陽を迎えていることを示唆していた。2人は愛し合っていたが、子ども（ティム、ジェーン、バーナビーA・B）には愛情を注ごうとしないどころか、食べ物すら十分に与えていなかった。当然の如く、子どもたちは両親をよく思っていなかった。
そんなある日、ウィロビー家の門の前に何かが入った箱が置き去りにされた。興味を引かれたジェーンが箱を開けたところ、そこに入っていたのは赤ん坊であった。ジェーンは赤ん坊を家に上げるが、両親ははしゃぎ回る赤ん坊を見るやパニックになり、子どもたちに赤ん坊を捨ててくるよう命じた。その一件をきっかけに、ジェーンは両親への不満を爆発させ、バーナビーA・Bを連れて外の世界へ飛び出すことにした。ジェーンは外の世界に「自分たちにとっての理想の両親」がいるはずだと確信していたのである。ティムはそんなジェーンを必死で止めようとしたが、成り行きで同行する羽目になった。
虹の根元を目指して歩き続けた一行はキャンディ工場に辿り着いた。ティムはそこに赤ん坊を捨ててさっさと帰ろうとしたが、工場主（メラノフ）に立派な口髭が生えているのを見て、「彼こそウィロビー家の当主、ひいては自分たちの親に相応しい」と思った。ここに至り、ティムも「理想の両親」探しに関心を持つようになり、ジェーンの提案を容れて旅行という名目で両親を危険地帯に送り込んだ。つまり、2人が旅先で落命するよう仕向けたのである。何も知らない両親が旅立った後、ティムたちは夢にまで見た自由を謳歌していたが、そこへ両親が手配した子守（リンダ）がやって来た。

## 声の出演
- ウィル・フォーテ - ティム・ウィロビー（吹替：江越彬紀）
- アレッシア・カーラ - ジェーン・ウィロビー（吹替：牧野由依）
- ショーン・カレン - バーナビー・ウィロビーA/バーナビー・ウィロビーB（吹替：落合弘治）
- マーティン・ショート - ミスター・ウィロビー（吹替：多田野曜平）
- ジェーン・クラコウスキー - ミセス・ウィロビー（吹替：雨蘭咲木子）
- リッキー・ジャーヴェイス - ネコ（吹替：杉田智和）
- マーヤ・ルドルフ - リンダ（吹替：ニケライ・ファラナーゼ）
- テリー・クルーズ - メラノフ（吹替：楠見尚己）

## 製作
2015年11月8日、ブロン・アニメーションがロイス・ローリーの小説『The Willoughbys』の映画化を進めており、アダム・ウッドが監督に起用されたとの報道があった。2017年4月13日、リッキー・ジャーヴェイスの出演が決定し、コーリー・エヴァンスとクリス・パーンが共同で監督を務めることになったと報じられたが、後にエヴァンスは降板した。6月、マーヤ・ルドルフ、マーティン・ショート、ジェーン・クラコウスキー、ショーン・カレンの起用が決まった。
2020年3月25日、マーク・マザーズボーが本作で使用される楽曲を手掛けているとの報道があった。4月22日、BMGが本作のサウンドトラックを発売した。

## 公開・マーケティング
2018年11月6日、Netflixが本作を配信作品のラインナップに加えた。2020年3月23日、本作のオフィシャル・トレイラーが公開された。

## 評価
本作は批評家から好意的に評価されている。映画批評集積サイトのRotten Tomatoesには41件のレビューがあり、批評家支持率は90%、平均点は10点満点で6.89点となっている。また、Metacriticには12件のレビューがあり、加重平均値は68/100となっている。